# Portainer
Portainer ou ship to shore crane (STS) é um guindaste específico utilizado em portos para descarga ou embarque de contêineres em navios porta container.
```
          Sua classificação está em torno de:
                                  capacidade de carga SWL (safet weight load) 40t até 100t
                                  Alcance da lança móvel (panamax, post panamax e super post panamax) em referência a navios que tem largura ao canal do panamá
                                  capacidade de movimentação ( single, twin pick, double hoist ou tandem hoist) 1,2,4 ou 4 containeres em cada movimento
                                  Número de ruas entre as pernas

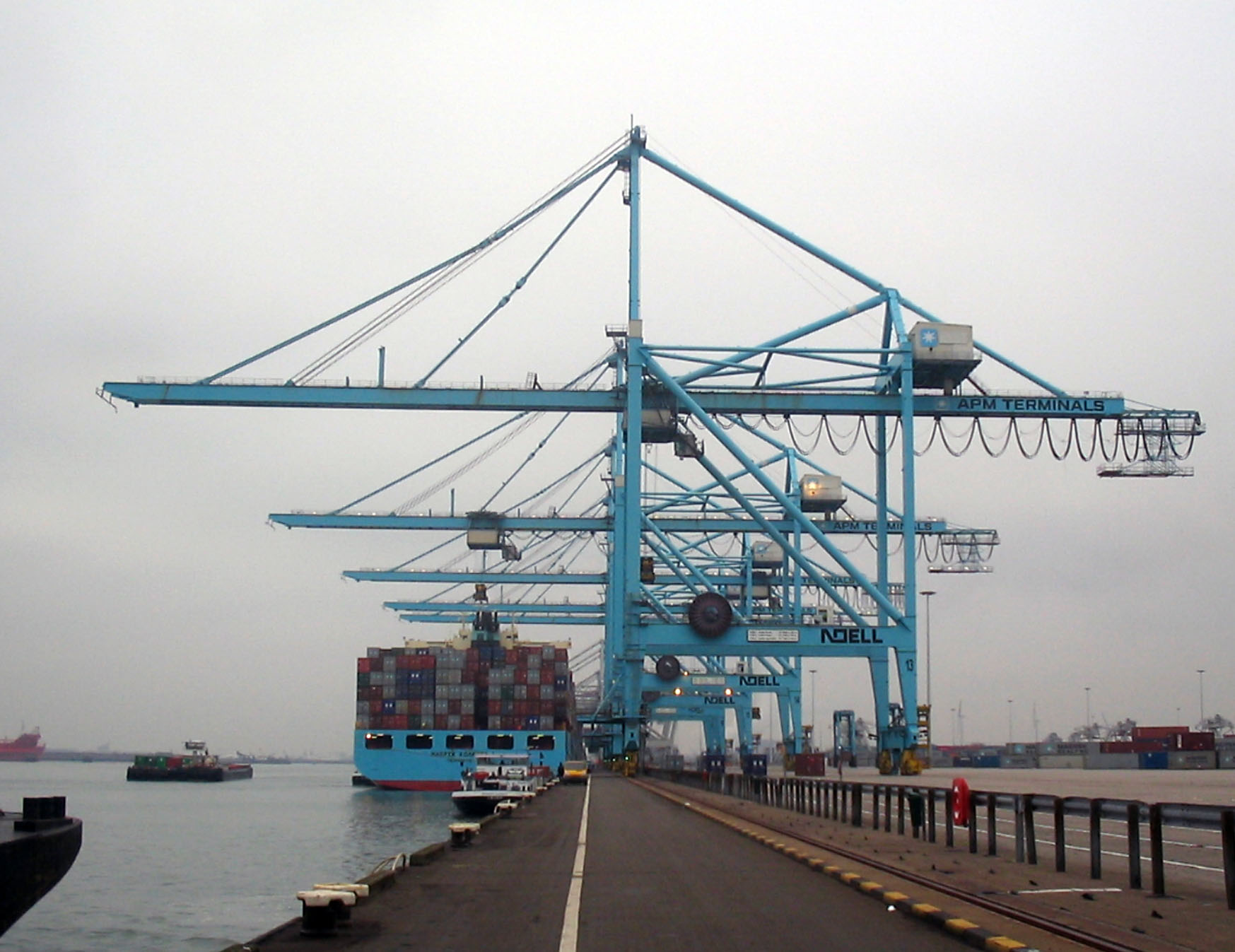

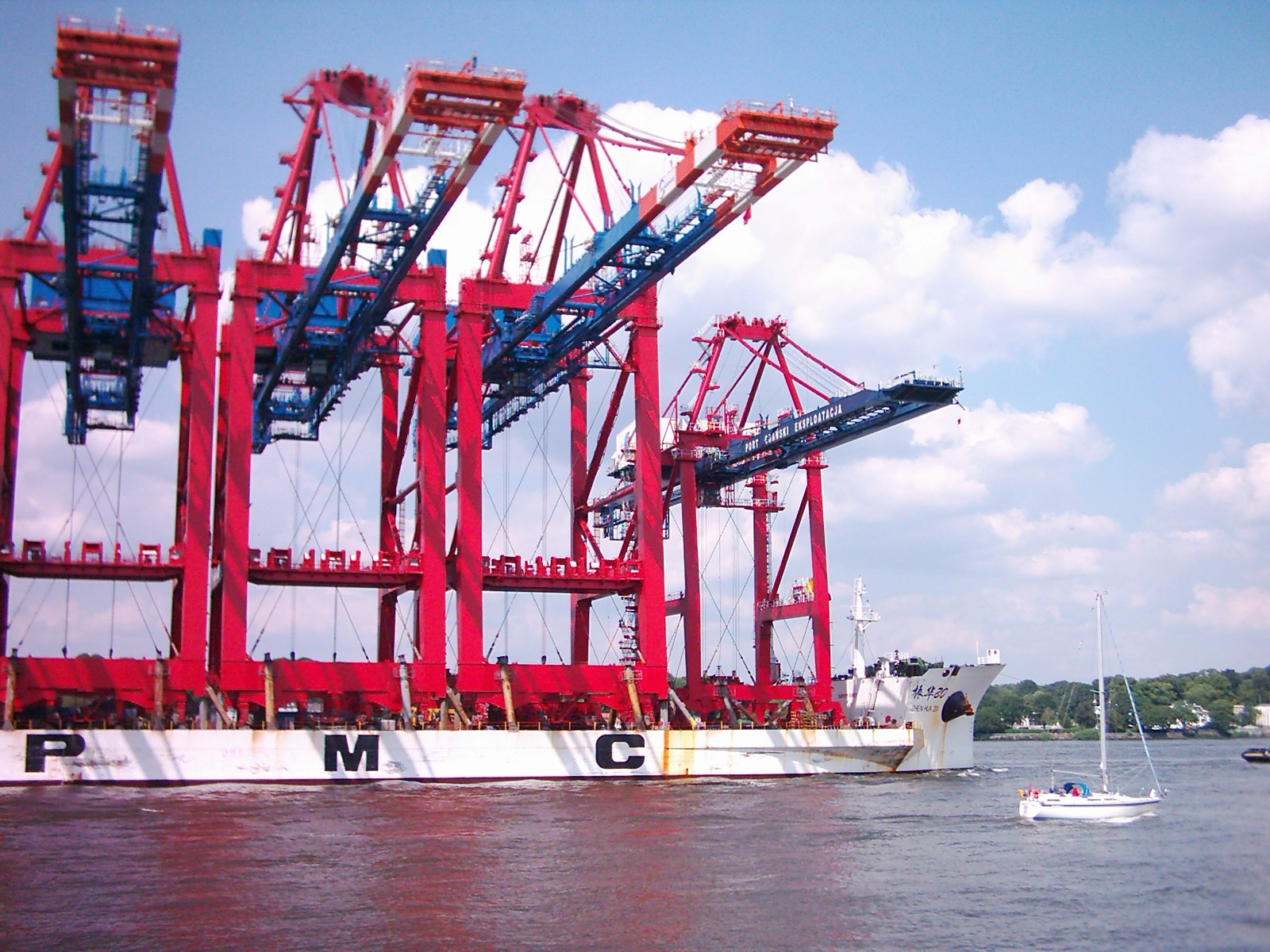

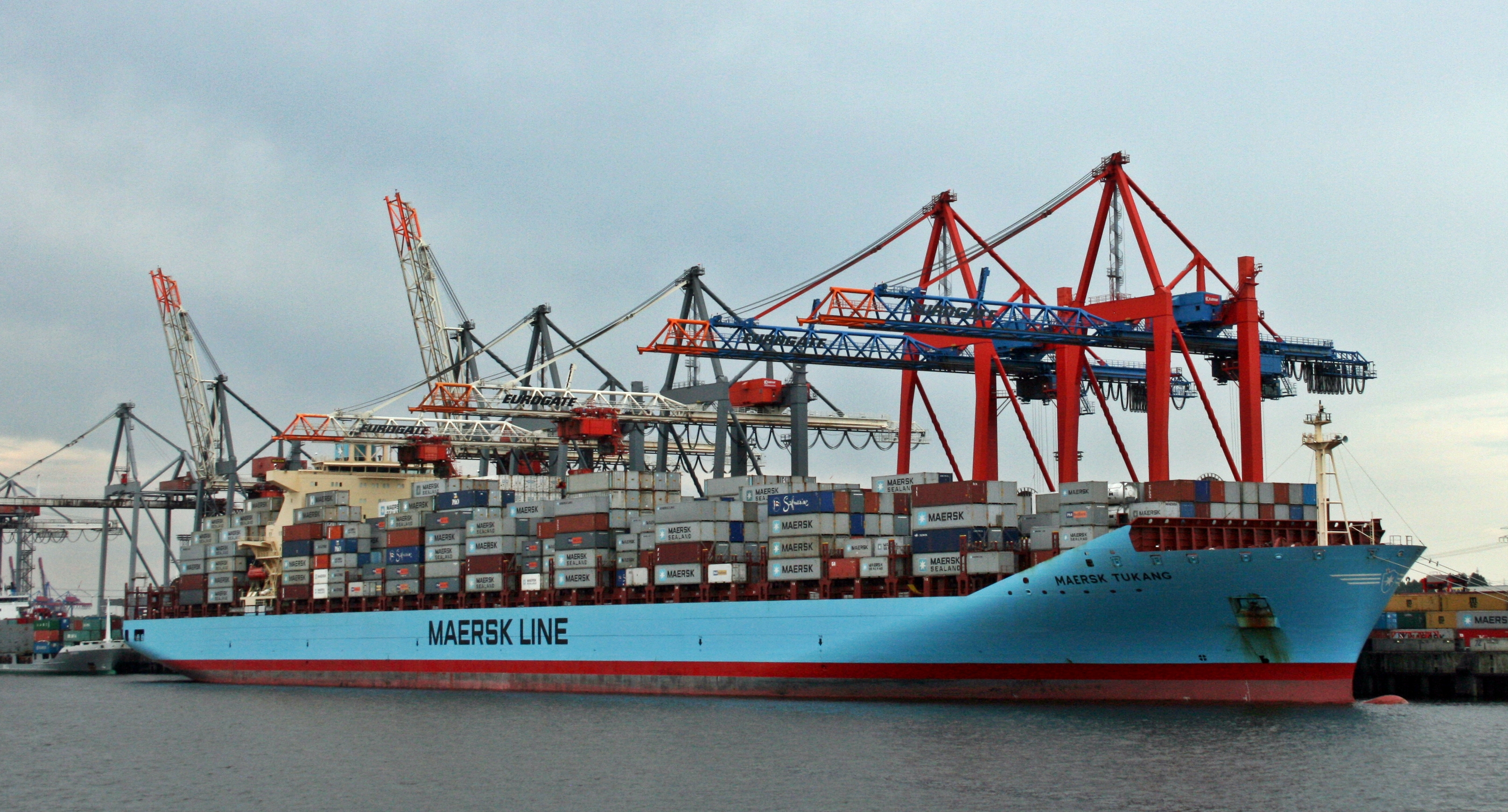

```